# Cittaviveka

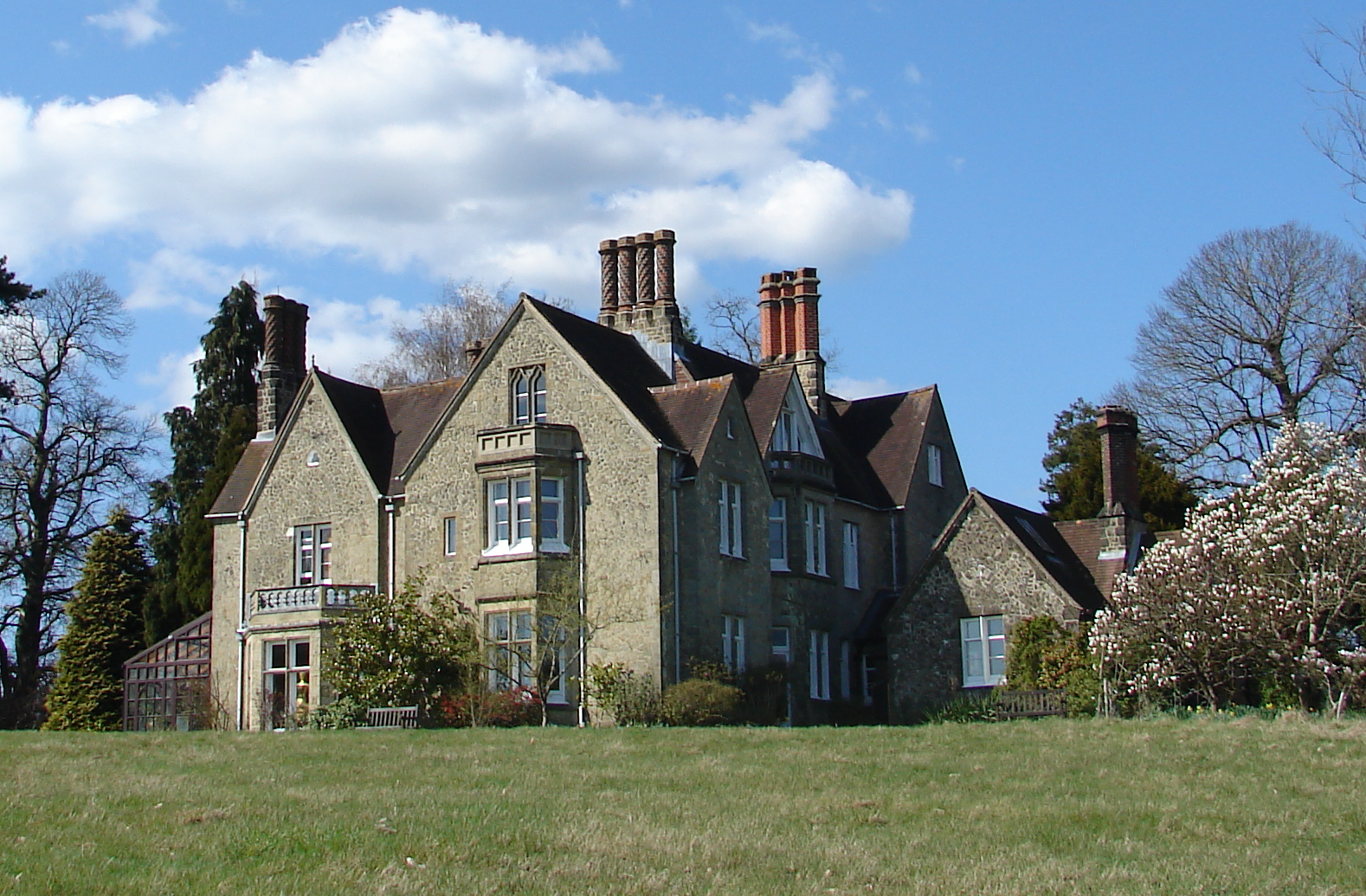
Klostergebäude

Das Cittaviveka, auch Chithurst Buddhist Monastery, ist ein buddhistisches Kloster in der englischen Gemeinde Trotton with Chithurst, West Sussex, nahe der Stadt Petersfield. 
Es wurde 1979 von Ajahn Sumedho gegründet, einem Schüler von Ajahn Chah. Man erwarb das Chithurst House, das nun Wat Pa Cittaviveka heißt. Das Kloster folgt der Thai Forest Tradition, einer Strömung des Theravada. Die Novizen leben nach zehn Regeln, die Mönche nach den 227 Regeln des Patimokkha. Das Gelübde ist freiwillig, ein Mönch kann die Ordensgemeinschaft jederzeit verlassen. Zusätzlich leben viele Interessierte und Kursteilnehmer für kurze oder längere Zeit in der Anlage.
Ein eigenes Gebäude steht den weiblichen Mitgliedern (Siladhara) zur Verfügung. 
Das Kloster besitzt auch ein kleines Stück Wald. Der Spender begegnete Ajahn Sumedho beim Jogging und begann mit ihm, beeindruckt vom Anblick des Bhikkhus, ein Gespräch. Anschließend nahm er an einem Zehn-Tages-Retreat teil und entschloss sich später den ganzen Wald von 108 Acre (43 ha) Größe der britischen Sangha zu vermachen.